# Boohbah
Boohbah é um programa de televisão produzido pela BBC voltado para bebês e crianças pré-escolares, produzido por Ragdoll Productions. Ele estreou em abril de 2003 na ITV, no Reino Unido, e em 19 de Janeiro de 2004 nos Estados Unidos em PBS. Ele foi criado por Anne Wood com scripts por Alan Dapre e Stevens Robin (da fama pob). Anne Wood também criou Teletubbies. A semelhança entre este programa e Teletubbies, sendo que ambos têm um tema de ficção científica, é notável. O site diz: "A concepção do show - visualmente e caso contrário, se baseia em conceitos iniciais em ciência, matemática e arte e combina-os com" magia televisual 'para criar uma experiência de televisão exclusivamente engraçado." Uma das marcas registradas da série é a voz de uma criança pronunciar o nome da mostra em sing-song (BOOH.....BAH).
Há 104 episódios de cinco minutos. A mostra pode ser vista no E.U.A. em PBS Kids em HD. Boohbah também é mostrado na Holanda em Nick Jr.. "Boohbah" significa "boneca" em Hebraico, e da forma arredondada dos personagens centrais é uma reminiscência da bouba / efeito Kiki, mas não está claro se essas ideias influenciaram o nome do programa.